# Zvulon Gofshtein

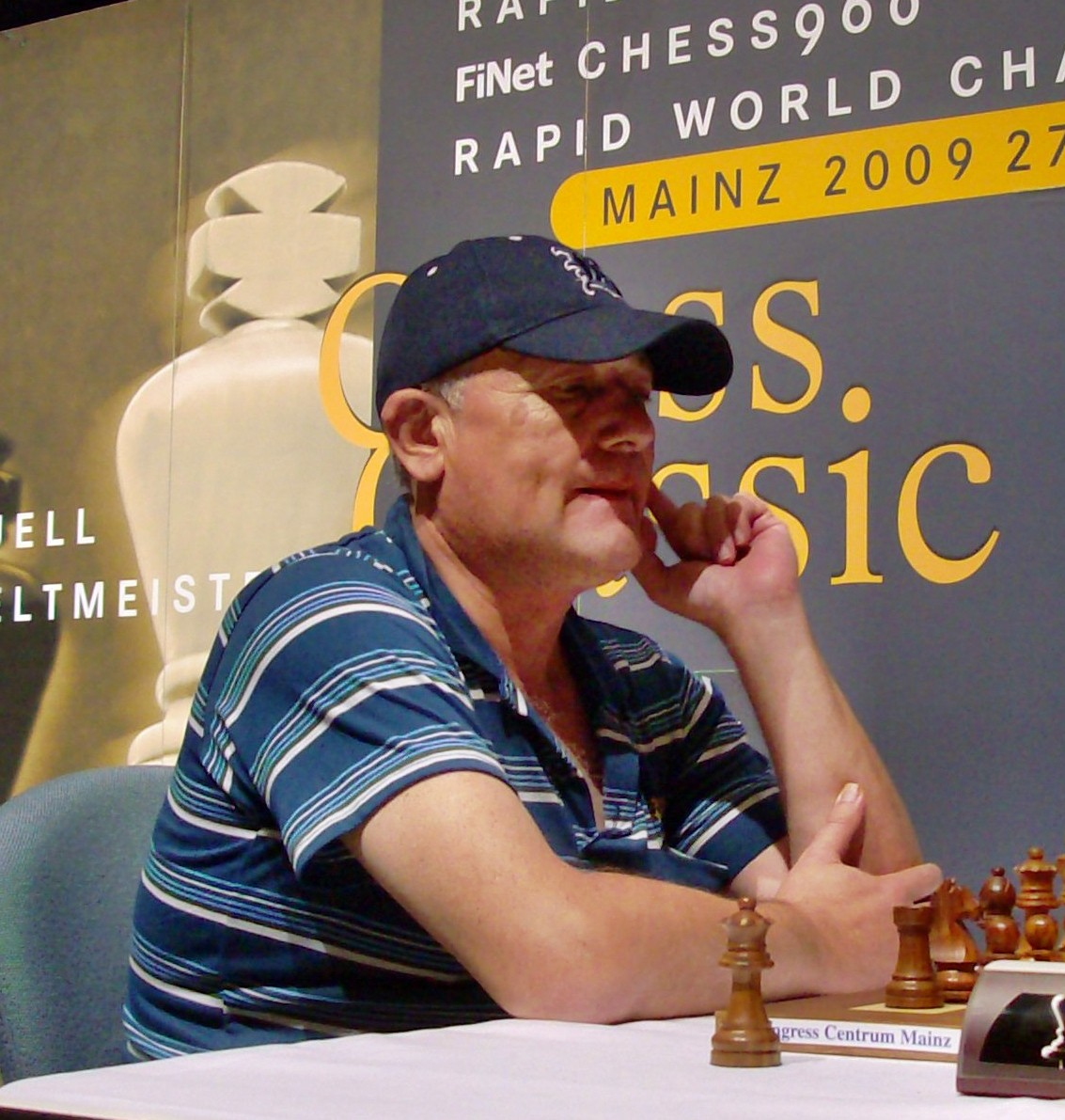
Zvulon Gofshtein

Zvulon Gofshtein  (Hebreeuws: זבולון גופשטיין), ook bekend als Leonid Davidovitsj Gofshtein (Russisch: Леонид Давидович Гофштейн), (Kiev, 21 april 1953 - 25 december 2015) was een Israëlische schaker met een FIDE-rating van 2541. Hij was sinds 1993 een grootmeester (GM). Eerst was hij in 1990 Internationaal Meester (IM) geworden. Gofshtein kwam voor zijn emigratie naar Israël voor de Sovjet-Unie uit. In 1990 maakte hij alia (emigratie naar Israël) vanuit de toenmalige Oekraïense Socialistische Sovjetrepubliek.
In 1999 werd hij gedeeld 1e–5e met Michail Goerevitsj, Aleksandar Berelovitsj, Sergej Tiviakov en Rustam Kasimdzjanov in de open sectie van het internationale schaaktoernooi Hoogeveen.
In 2000 werd hij tweede in het internationale toernooi van Tel Aviv en gedeeld 2e–6e met Roman Slobodjan, Ventzislav Inkiov, Giorgi Bagaturov en Stefan Djuric in het schaakfestival van Arco, in de Italiaanse provincie Trente.
In december 2004 vond in Asjdod het tweede Ashdod International Open plaats, waaraan 97 schakers deelnamen. Zvulon Gofshtein eindigde met Michael Roiz en Jevgeni Najer met 7 uit 9 op een gedeelde eerste plaats. Sergey Erenburg en Mark Tseitlin werden met 6.5 punt gedeeld tweede.
In 2006 werd hij met 8 pt. uit 10 gedeeld 2e–5e met Slavko Cicak, José González García en Josep Manuel Lopez Martinez op het 8e Sants Open.
Op de FIDE-ratinglijst van mei 2010 was zijn Elo-rating 2537. 
Op de Internet Chess Club was Gofshtein actief onder de naam "Orange". 
Zvulon Gofshtein overleed na een lange ziekte op 62-jarige leeftijd op 25 december 2015.

## Nationaal team
Hij speelde in 1992 met het Israëlische team in de 30e Schaakolympiade in Manilla.